# 雷沃尔泰拉博物馆

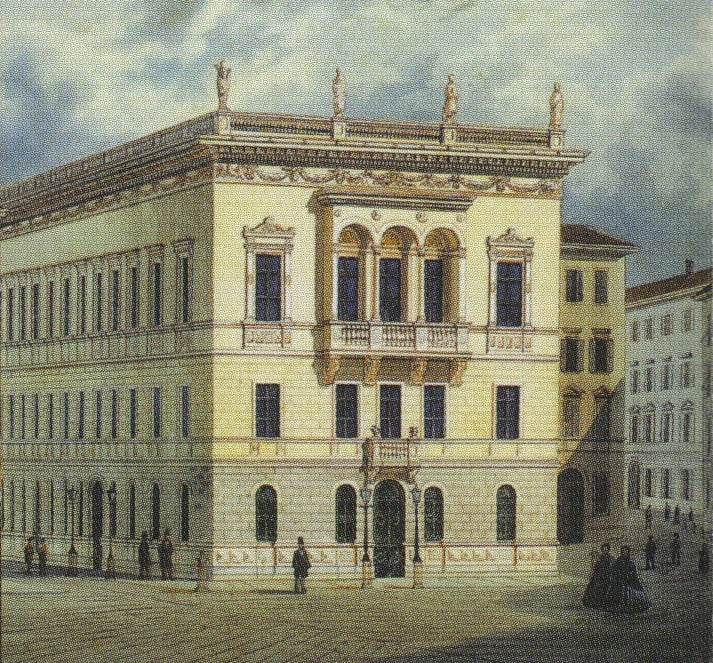
的里雅斯特雷沃尔泰拉博物馆

雷沃尔泰拉博物馆（義大利語：Museo Revoltella）是的里雅斯特的一个现代艺术画廊，由帕斯夸莱雷沃尔泰拉男爵创建于1872年。男爵留下了位于威尼斯广场（Piazza Venezia）的住宅，以及所有的艺术品、家具和书籍。

## 博物馆
主楼由弗里德里希·希齐格设计，建于1858年。1907年，为了扩大收藏量，该市收购了位于附近的布伦纳宫。然而，这座建筑直到1963年，由卡罗·斯卡帕重建后，才被充分利用。今天的博物馆由三座建筑组成，总展览面积4000平方米，主入口在迪亚兹街（Via Diaz）。

## 展览
除了由雷沃尔泰拉男爵遗赠的作品外，该市多年来还获得了更多的艺术品。今天，永久展出的有约350幅绘画和雕塑作品。布伦纳宫展出19世纪下半叶意大利作家的作品（三楼）、20世纪早期获得的作品（四楼）、弗里利-威尼斯朱利亚地区艺术家的作品（五楼）和20世纪下半叶全国作品（六楼）。

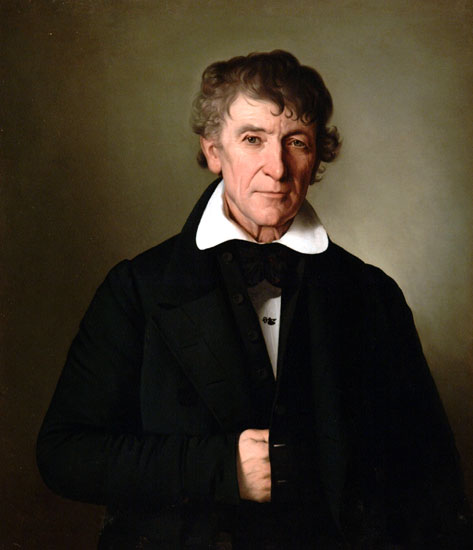
朱塞佩·托明茨：《老人》，1840
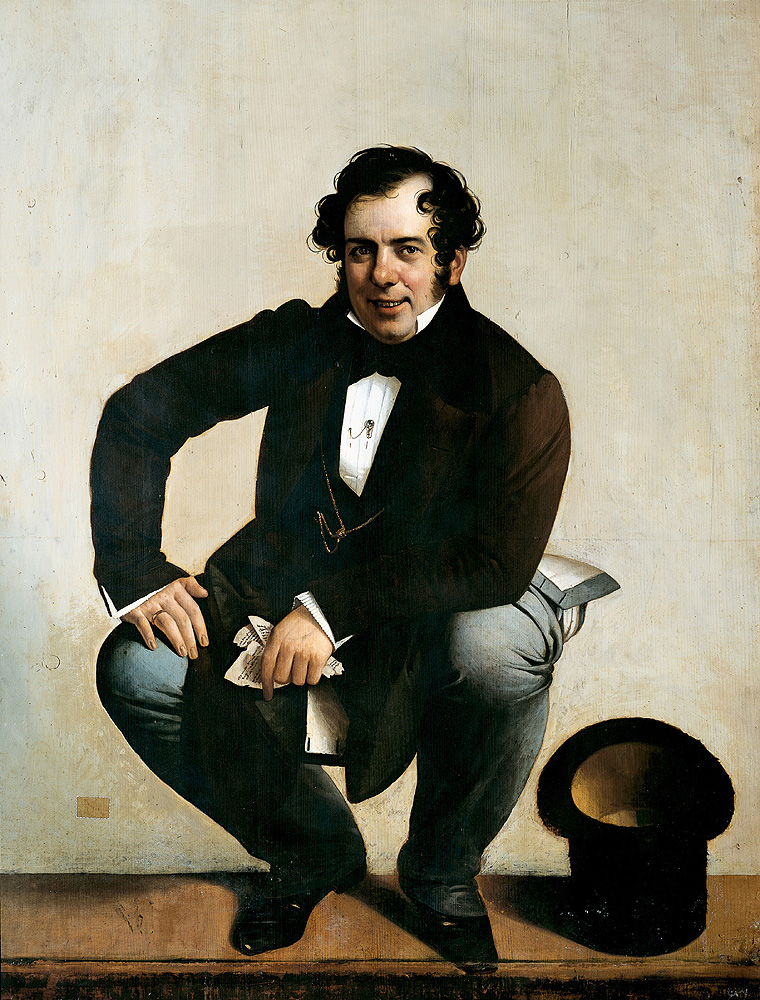
朱塞佩·托明茨：《自画像》，1825
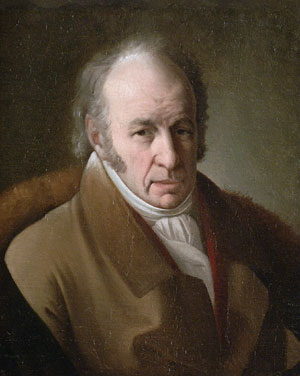
朱塞佩·托明茨: Giuseppe Bernardino Bison, 1830
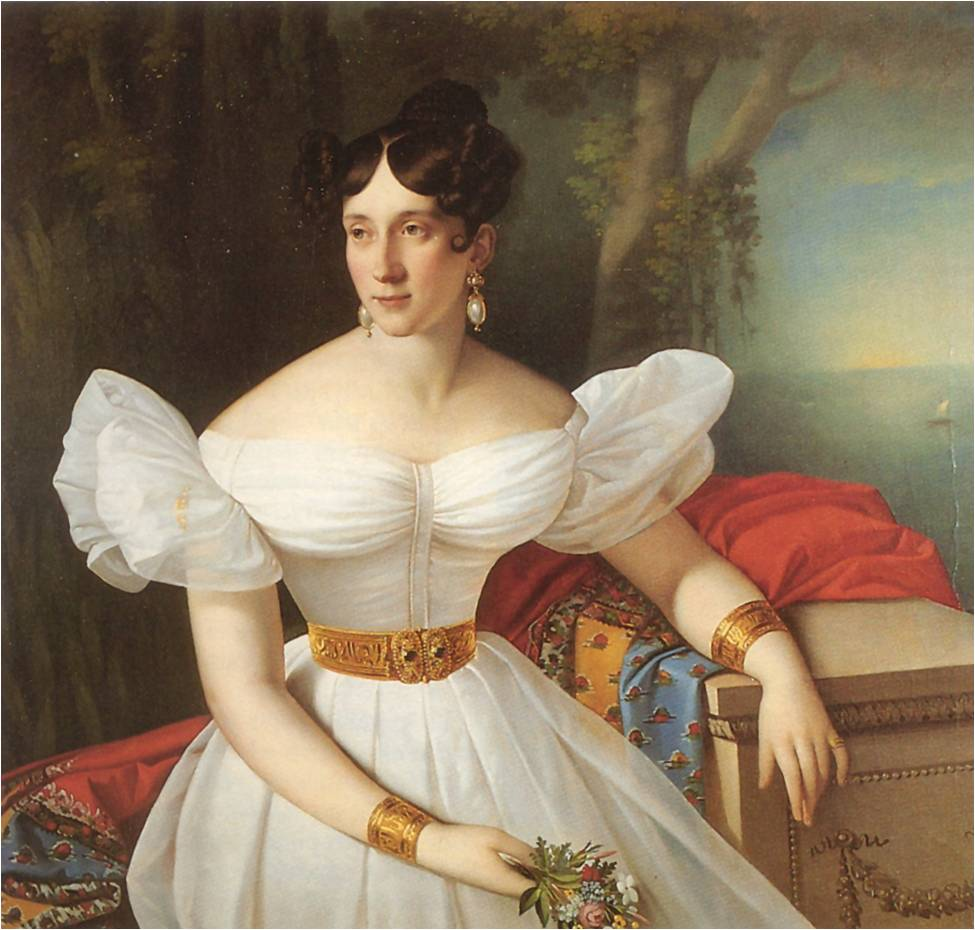
朱塞佩·托明茨: Giuseppina Holzknecht 1832
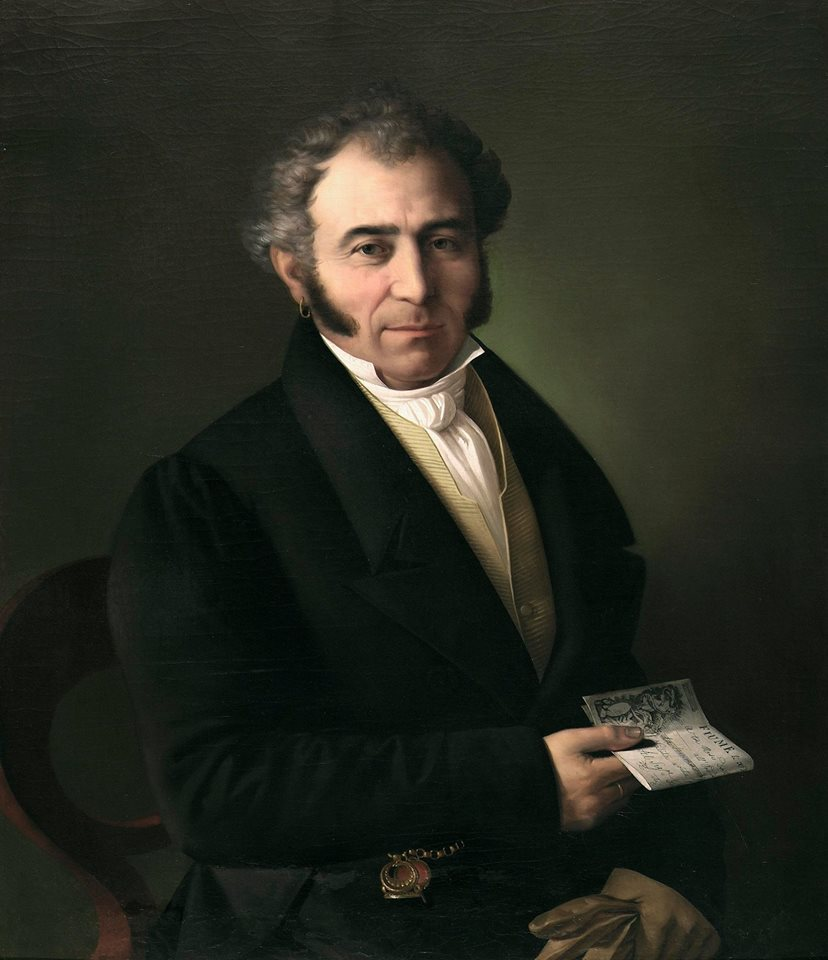
朱塞佩·托明茨: Filippo Amodeo 1832

| - 朱塞佩 · 巴里森 - 卡洛·卡拉 - 费利切· 卡索拉蒂 - 乔治·德·基里科 - 爱德华多·达尔博诺 - 马里奥·德鲁吉 - 乔瓦尼·法托里 - 卢齐欧·封塔纳 - 朱塞佩·洛伦佐·加泰里 - 伊西多罗·格伦胡特 | - 弗朗切斯科·哈耶兹 - 多梅尼科·因杜諾 - 贾科莫·曼祖 - 朱塞佩·德·尼蒂斯 - 阿纳尔多·波莫多罗 - 曼利奥·罗 - 安东尼奥·罗塔 - 马里奥·西罗尼 - 朱塞佩·托明茨 - 伊格纳西奥·祖洛阿加 |